# Việt vương Thác Chi
Việt vương Thác Chi (chữ Hán: 越王錯枝, ?-?), hay vương tử Sưu (王子搜), là vị vua thứ 40 của nước Việt - chư hầu nhà Chu trong lịch sử Trung Quốc.
Thác Chi là con của thái tử Tự Chư Cữu và là cháu nội của Việt vương Ế, vua thứ 39 của nước Việt.
Em của vua ông Việt vương Ế là Tự Dự muốn đoạt ngôi vua, gièm pha với Việt vương Ế để giết thái tử Chư Cữu nhưng Việt vương Ế không nghe. Năm 375 TCN, Chư Cữu sợ bị giết, đem quân bao vây vương cung, giết chết Việt vương Ế. Tháng 10 năm đó, người nước Việt hợp sức giết Chư Cữu. Thác Chi bỏ trốn đến đất Đan
Ngôi vua nước Việt bỏ trống không ai kế thừa. Các đại phu thỉnh cầu Thác Chi lên nối ngôi. Thác Chi không chịu, trốn trong hang sâu không ra ngoài. Người nước Việt dùng kế thổi khói vào hang ép Thác Chi ra, rồi tôn lên làm vua. Thác Chi ngồi trên xe, ngửa mặt hô to rằng mình không muốn lên ngôi và thoái vị. Đại phu Tử Khu lập người trong họ của ông là Việt vương Vô Dư lên làm vua.
Việt vương Thác Chi ở ngôi chỉ có một năm, sau không rõ mất năm nào.
Sử ký Tư Mã Thiên không cho rằng Thác Chi là một vị vua nước Việt, chỉ viết Việt vương Ế nhường ngôi cho con là Chi Hầu (Tức Vô Dư).